# Maison Fleischhauer
Pour les articles homonymes, voir Fleischhauer.
La maison Fleischhauer, ou hôtel de Corberon, est un monument historique situé à Colmar, dans le département français du Haut-Rhin.

## Localisation
Ce bâtiment est situé au 3, rue Nicolas-de-Corberon à Colmar.

## Historique
L'immeuble a été construit en 1583 en lieu et place d'une synagogue par la famille d'Elias Wetzel sur l'emplacement d'une ancienne synagogue.
Il a été modifié en 1587 et 1627.
En 1714, la propriété passa à Nicolas de Corberon puis à sa famille. Il en firent un hôtel.
Il fut acquis en 1865 par Edmond Fleischhauer, marchand et conseiller municipal (1812 - 1896).
À la suite de la mort de ce dernier, la ville y installa la Caisse d'Épargne principale.
Actuellement, le bâtiment abrite la caisse primaire d'assurance maladie.
Les façades sur rue et sur cour ainsi que le vestibule font l'objet d'une inscription au titre des monuments historiques depuis le 29 novembre 1929.

## Architecture
Il s'agit d'un bâtiment de style Renaissance avec quelques éléments gothiques et ne comprenant qu'un étage surmontant le rez-de-chaussée.